# Peter Arnesson
Peter Arnesson, född 23 juni 1980 i Älgaryd i Småland och bosatt i Falun, är en svensk skidorienterare med fyra VM-guld, 3 VM-silver, 6 VM-brons, 5 EM-guld, 2 EM-silver, 4 EM-brons, 11 världscupsegrar, 3 nordiska mästerskapsguld, 8 SM-guld, 8 SM-silver och 6 SM-Brons.
Han har varit verksam i klubbarna Malungs OK Skogsmårdarna, Bottnaryds IF (moderklubb), Ulricehamns OK och IF Hallby SOK.